# 千本資勝
千本 資勝（せんぼん すけかつ）は、戦国時代から江戸時代にかけての武将、旗本。

## 生涯

### 大谷津千本氏の養子に
下野国の那須氏に属して那須七騎の一つに数えられた福原氏の当主福原資孝の三男として生まれる。後に同じく那須七騎の一つ、千本氏の庶流家である大谷津千本氏の千本道長の養子となった。
天正18年（1590年）、小田原征伐に際して関東に着陣した豊臣秀吉の元に父や養父と共に参じ、大谷津千本氏は530石の所領を安堵された。

### 関ヶ原の戦い
慶長3年（1598年）に初めて徳川家康に拝謁。慶長5年（1600年）の関ヶ原の戦いでは他の那須衆と共に東軍に付き、皆川隆庸の部隊に属して大田原城を守備し、戦後に50石を加増される。
慶長7年（1602年）には先の関ヶ原において西軍に付いた陸奥国の岩城貞隆が領地を移される時、皆川隆庸と共に岩城に赴き、また同国牛越城の城番を務める。同年に300石の加増受けて、この時点で資勝の知行は880石となった。

### 晩年
慶長19年（1614年）に安房国の里見忠義が改易された時には、内藤政長・本多忠朝に従って安房に赴き、館山城守衛の任にあたった。同年冬と翌慶長20年（1615年）夏に二度に渡って行われた大坂の陣では両陣とも本多正信の部隊に属して戦っている。元和5年（1619年）に徳川秀忠が上洛する時にはそれに供奉し、還御の際には駿府城の城番を務めた。
寛永7年（1630年）に没する。享年57。跡を嫡男の千本長勝が継いだ。

## 参考資料
- 寛政重修諸家譜